# 카토오노 타이코우
카토노 타이코우(일본어: 上遠野 太洸 가토노 다이코[*], 1992년 10월 27일 ~)는 일본의 프리랜서 소속의 배우이다.

## 이력
- 고등학교 시절에는 교직원을 목표로 하고 있었으나 2010년에 개최된 제 23회 쥬논 슈퍼보이 콘테스트에 어머니께서 직접 신청서를 보내 심사를 거치는 과정에서 연예계를 목표로 하게되었다. 같은 해 11월에는 최종선고회에서 응모 총 인원 1만 5132명 중에서 그랑프리슬 수상.
- 2011년 3월에는 컴필레이션 앨범인 동경 RAGGA LOVERS2의 CD자켓 모델로 연예계 데뷔를 달성. 같은 해 5월에는 쥬논 슈퍼보이 콘테스트 동기 수상자들로 구성된 극남JB 창단을 통해 배우로 데뷔하였으며 그 후에도 여러 드라마 및 영화, 무대 작품 등지에 출연. 2012년에는 잡지 THE TELEVISION ZOOM!! 제 7호의 올해 기대되는 U-22 배우에서 1위로 뽑히기도 하였다.
- 2014년에는 뉴욕의 여장 발레단인 그랑디바의 일본공연에서 무대 공연 첫 주역을 맡게 되었다. 발레에 대한 경험은 없었지만 본 무대를 위하여 뉴욕까지 건너가 특훈을 받았다고 한다.
- 단정하고 잘생긴 외모와 다르게 상당한 저음이다.
- 아는 사람들은 다 알지만 상당한 기행으로도 유명하다. 툭하면 엽사를 찍는데 잘생긴 것이 지겨워서 그런가 싶을 정도로 얼굴을 심하게 망가뜨린다.
- 이나바 유와 친하다.

## 출연작

### TV드라마
- 2014년 가면라이더 드라이브 - 체이스 역

### 영화
- 가면라이더X가면라이더 드라이브&가이무 MOVIE 대전 풀 스로틀 - 체이스 역
- 슈퍼히어로 대전 GP 가면라이더 3호 - 체이스 역
- 극장판 가면라이더 드라이브 서프라이즈 퓨처 - 체이스 역
- 가면라이더X가면라이더 고스트&드라이브 MOVIE 대전 제네시스 - 체이스 역
- 드라이브 사가 가면라이더 체이서 - 체이스 역
- 드라이브 사가 가면라이더 마하 - 체이스 역

### 드라마 CD
- 드라마 CD 드라이브 사가 가면라이더 마하 몽상전 - 체이스 역